# Les Essarts-lès-Sézanne

Les Essarts-lès-Sézanne este o comună în departamentul Marne, Franța. În 2009 avea o populație de 274 de locuitori.